# Agustín Sanfilippo
Agustín Sanfilippo (Mendoza, 13 de mayo de 1987) es un futbolista argentino. Juega de delantero o mediocampista y su equipo actual es Andes Talleres Sport club que disputa el  liga mendocina  de Argentina.
Es el hermano menor del también futbolista Nicolás Sanfilippo.[cita requerida]

## Trayectoria
Surgido de las inferiores de Gimnasia y Esgrima de Mendoza, obtuvo su primer ascenso en dicho club al formar parte del plantel, en la temporada 2005-06. En 2014, retornó a dicha institución para disputar la temporada 2014 del Federal A logrando adjudicarse uno de los ascensos a la Primera B Nacional y así obtener su segundo a nivel personal en el club.
En 2015, luego de haber quedado libre, fichó por Independiente Rivadavia para disputar la Primera B Nacional.
En 2016, fichó por Deportivo Maipú para disputar el Torneo Federal A 2016.

## Clubes
| Club                    | País      | Año       |
| ----------------------- | --------- | --------- |
| Gimnasia y Esgrima (M)  | Argentina | 2005-2007 |
| Andes Talleres          | Argentina | 2009-2011 |
| Platense                | Argentina | 2011-2012 |
| Deportivo Guaymallén    | Argentina | 2012-2013 |
| Flandria                | Argentina | 2013-2014 |
| Gimnasia y Esgrima (M)  | Argentina | 2014      |
| Independiente Rivadavia | Argentina | 2015      |
| Deportivo Maipú         | Argentina | 2016      |
| Gimnasia y Tiro         | Argentina | 2016-2017 |

## Palmarés

### Campeonatos nacionales
| Título             | Club                   | País      | Año     |
| ------------------ | ---------------------- | --------- | ------- |
| Torneo Argentino B | Gimnasia y Esgrima (M) | Argentina | 2005-06 |

#### Otros logros
- Ascenso a Primera B Nacional con Gimnasia de Mendoza en el Torneo Federal A 2014.